# Lista över församlingar i Visby stift
Detta är en lista över församlingar i Visby stift, samt en förteckning av nyliga (2000-) förändringar i församlingsindelningen. Listan inkluderar de 42 församlingarna som finns på Gotland, men exkluderar Svenska kyrkans utlandsförsamlingar, som sedan november 2002 sorterar under Visby stift.
| LKF-kod | Församling                                | Kontrakt                  | Folkmängd | Pastorat                 | Pastoratskod | Församlingskyrka | Kyrkor | Socknar |
| ------- | ----------------------------------------- | ------------------------- | --------- | ------------------------ | ------------ | ---------------- | ------ | ------- |
| 098034  | Akebäcks församling                       | Medeltredingens kontrakt  | 88        | Akebäck                  | 120204       |                  |        |         |
| 098030  | Barlingbo församling                      | Medeltredingens kontrakt  | 290       | Barlingbo                | 120204       |                  |        |         |
| 098076  | Alva, Hemse och Rone församling           | Sudertredingens kontrakt  | 2539      | Alva, Hemse och Rone     | 120304       |                  |        |         |
| 098036  | Björke församling                         | Medeltredingens kontrakt  | 477       | Björke                   | 120204       |                  |        |         |
| 098005  | Bunge församling                          | Nordertredingens kontrakt | 1320      | Bunge                    | 120104       |                  |        |         |
| 098029  | Dalhems församling (Visby stift)          | Nordertredingens kontrakt | 1195      | Dalhem                   | 120107       |                  |        |         |
| 098063  | Eksta församling                          | Medeltredingens kontrakt  | 288       | Klinte                   | 120207       |                  |        |         |
| 098031  | Endre församling                          | Medeltredingens kontrakt  | 358       | Endre                    | 120204       |                  |        |         |
| 098055  | Eskelhem-Tofta församling                 | Medeltredingens kontrakt  | 1215      | Eskelhem                 | 120202       |                  |        |         |
| 098079  | Fardhems församling                       | Sudertredingens kontrakt  | 163       | Fardhem                  | 120301       |                  |        |         |
| 098033  | Follingbo församling                      | Medeltredingens kontrakt  | 421       | Follingbo                | 120204       |                  |        |         |
| 098010  | Forsa församling                          | Nordertredingens kontrakt |           | Forsa                    |              |                  |        |         |
| 098062  | Fröjels församling                        | Medeltredingens kontrakt  | 327       | Klinte                   | 120207       |                  |        |         |
| 098004  | Fårö församling                           | Nordertredingens kontrakt | 548       | Fårö                     | 120104       |                  |        |         |
| 098065  | Garde församling                          | Sudertredingens kontrakt  | 1199      | Garde                    | 120302       |                  |        |         |
| 098080  | Gerums församling                         | Sudertredingens kontrakt  | 72        | Gerum                    | 120301       |                  |        |         |
| 098025  | Gothems församling                        | Nordertredingens kontrakt | 993       | Gothem                   | 120108       |                  |        |         |
| 098084  | Havdhems församling                       | Sudertredingens kontrakt  | 1383      | Havdhem                  | 120305       |                  |        |         |
| 098060  | Hejde församling                          | Medeltredingens kontrakt  | 235       | Klinte                   | 120207       |                  |        |         |
| 098032  | Hejdeby församling                        | Medeltredingens kontrakt  | 171       | Hejdeby                  | 120204       |                  |        |         |
| 098089  | Hoburgs församling                        | Sudertredingens kontrakt  | 979       | Hoburg                   | 120306       |                  |        |         |
| 098061  | Klinte församling                         | Medeltredingens kontrakt  | 1578      | Klinte                   | 120207       |                  |        |         |
| 098081  | Levide församling                         | Sudertredingens kontrakt  | 386       | Levide                   | 120301       |                  |        |         |
| 098075  | Linde församling                          | Sudertredingens kontrakt  | 178       | Linde                    | 120301       |                  |        |         |
| 098074  | Lojsta församling                         | Sudertredingens kontrakt  | 102       | Lojsta                   | 120301       |                  |        |         |
| 098071  | När-Lau församling                        | Sudertredingens kontrakt  | 697       | Burs                     | 120303       |                  |        |         |
| 098002  | Othem-Boge församling                     | Nordertredingens kontrakt | 2075      | Othem-Boge               | 120106       |                  |        |         |
| 098035  | Roma församling                           | Medeltredingens kontrakt  | 918       | Roma                     | 120204       |                  |        |         |
| 098057  | Sanda, Västergarn och Mästerby församling | Medeltredingens kontrakt  |           | Klinte                   |              |                  |        |         |
| 098064  | Sproge församling                         | Medeltredingens kontrakt  | 143       | Klinte                   | 120207       |                  |        |         |
| 098048  | Stenkumla församling                      | Medeltredingens kontrakt  | 3064      | Stenkumla                | 120203       |                  |        |         |
| 098015  | Stenkyrka församling (Visby stift)        | Nordertredingens kontrakt | 1560      | Stenkyrka                | 120103       |                  |        |         |
| 098073  | Stånga-Burs församling                    | Sudertredingens kontrakt  | 847       | Burs                     | 120303       |                  |        |         |
| 098050  | Vall, Hogrän och Atlingbo församling      | Medeltredingens kontrakt  | 634       | Eskelhem                 | 120202       |                  |        |         |
| 098001  | Visby domkyrkoförsamling                  | Nordertredingens kontrakt | 22697     | Visby domkyrkoförsamling | 120101       |                  |        |         |
| 098040  | Vänge församling (Visby stift)            | Medeltredingens kontrakt  | 1168      | Vänge                    | 120206       |                  |        |         |
| 098018  | Väskinde församling                       | Nordertredingens kontrakt | 2644      | Väskinde                 | 120102       |                  |        |         |
| 098059  | Väte församling                           | Medeltredingens kontrakt  | 331       | Klinte                   | 120207       |                  |        |         |
| 098047  | Östergarns församling                     | Medeltredingens kontrakt  | 1034      | Östergarn                | 120205       |                  |        |         |

## Ändringar i församlingsindelningen 2000-2012
| Fr o m     | F d LKF-kod | F d namn        | Ny LKF-kod | Nytt namn                      | Typ av ändring          |
| ---------- | ----------- | --------------- | ---------- | ------------------------------ | ----------------------- |
| 2006-01-01 | 098002      | Othem           | 098002     | Othem-Boge                     | Utvidgas och namnändras |
| 2006-01-01 | 098003      | Boge            | 098002     | Othem-Boge                     | LKF-koden upphör        |
| 2006-01-01 | 098014      | Tingstäde       | 098015     | Stenkyrka                      | LKF-koden upphör        |
| 2006-01-01 | 098015      | Stenkyrka       | 098015     | Stenkyrka                      | Utvidgas                |
| 2006-01-01 | 098016      | Lummelunda      | 098015     | Stenkyrka                      | LKF-koden upphör        |
| 2006-01-01 | 098017      | Martebo         | 098015     | Stenkyrka                      | LKF-koden upphör        |
| 2006-01-01 | 098022      | Ekeby           | 098029     | Dalhem                         | LKF-koden upphör        |
| 2006-01-01 | 098026      | Hörsne med Bara | 098029     | Dalhem                         | LKF-koden upphör        |
| 2006-01-01 | 098028      | Ganthem         | 098029     | Dalhem                         | LKF-koden upphör        |
| 2006-01-01 | 098029      | Dalhem          | 098029     | Dalhem                         | Utvidgas                |
| 2006-01-01 | 098037      | Viklau          | 098040     | Vänge                          | LKF-koden upphör        |
| 2006-01-01 | 098038      | Halla           | 098040     | Vänge                          | LKF-koden upphör        |
| 2006-01-01 | 098039      | Sjonhem         | 098040     | Vänge                          | LKF-koden upphör        |
| 2006-01-01 | 098040      | Vänge           | 098040     | Vänge                          | Utvidgas                |
| 2006-01-01 | 098041      | Guldrupe        | 098040     | Vänge                          | LKF-koden upphör        |
| 2006-01-01 | 098042      | Buttle          | 098040     | Vänge                          | LKF-koden upphör        |
| 2006-01-01 | 098050      | Vall            | 098050     | Vall, Hogrän och Atlingbo      | Utvidgas och namnändras |
| 2006-01-01 | 098051      | Atlingbo        | 098050     | Vall, Hogrän och Atlingbo      | LKF-koden upphör        |
| 2006-01-01 | 098052      | Hogrän          | 098050     | Vall, Hogrän och Atlingbo      | LKF-koden upphör        |
| 2006-01-01 | 098054      | Tofta           | 098055     | Eskelhem-Tofta                 | LKF-koden upphör        |
| 2006-01-01 | 098055      | Eskelhem        | 098055     | Eskelhem-Tofta                 | Utvidgas och namnändras |
| 2006-01-01 | 098065      | Ardre           | 098065     | Garde                          | Utvidgas och namnändras |
| 2006-01-01 | 098066      | Alskog          | 098065     | Garde                          | LKF-koden upphör        |
| 2006-01-01 | 098067      | Garde           | 098065     | Garde                          | LKF-koden upphör        |
| 2006-01-01 | 098068      | Etelhem         | 098065     | Garde                          | LKF-koden upphör        |
| 2006-01-01 | 098069      | Lye             | 098065     | Garde                          | LKF-koden upphör        |
| 2006-01-01 | 098070      | Lau             | 098071     | När-Lau                        | LKF-koden upphör        |
| 2006-01-01 | 098071      | När             | 098071     | När-Lau                        | Utvidgas och namnändras |
| 2006-01-01 | 098072      | Burs            | 098073     | Stånga-Burs                    | LKF-koden upphör        |
| 2006-01-01 | 098073      | Stånga          | 098073     | Stånga-Burs                    | Utvidgas och namnändras |
| 2006-01-01 | 098076      | Hemse           | 098076     | Alva, Hemse och Rone           | Utvidgas och namnändras |
| 2006-01-01 | 098077      | Rone            | 098076     | Alva, Hemse och Rone           | LKF-koden upphör        |
| 2006-01-01 | 098078      | Alva            | 098076     | Alva, Hemse och Rone           | LKF-koden upphör        |
| 2006-01-01 | 098088      | Fide            | 098089     | Hoburg                         | LKF-koden upphör        |
| 2006-01-01 | 098089      | Öja             | 098089     | Hoburg                         | Utvidgas och namnändras |
| 2006-01-01 | 098090      | Hamra           | 098089     | Hoburg                         | LKF-koden upphör        |
| 2006-01-01 | 098091      | Vamlingbo       | 098089     | Hoburg                         | LKF-koden upphör        |
| 2006-01-01 | 098092      | Sundre          | 098089     | Hoburg                         | LKF-koden upphör        |
| 2007-01-01 | 098012      | Bäl             | 098018     | Väskinde                       | LKF-koden upphör        |
| 2007-01-01 | 098013      | Hejnum          | 098018     | Väskinde                       | LKF-koden upphör        |
| 2007-01-01 | 098018      | Väskinde        | 098018     | Väskinde                       | Utvidgas                |
| 2007-01-01 | 098019      | Bro             | 098018     | Väskinde                       | LKF-koden upphör        |
| 2007-01-01 | 098020      | Lokrume         | 098018     | Väskinde                       | LKF-koden upphör        |
| 2007-01-01 | 098021      | Fole            | 098018     | Väskinde                       | LKF-koden upphör        |
| 2007-01-01 | 098043      | Ala             | 098047     | Östergarn                      | LKF-koden upphör        |
| 2007-01-01 | 098044      | Kräklingbo      | 098047     | Östergarn                      | LKF-koden upphör        |
| 2007-01-01 | 098045      | Anga            | 098047     | Östergarn                      | LKF-koden upphör        |
| 2007-01-01 | 098046      | Gammelgarn      | 098047     | Östergarn                      | LKF-koden upphör        |
| 2007-01-01 | 098047      | Östergarn       | 098047     | Östergarn                      | Utvidgas                |
| 2010-01-01 | 098005      | Bunge           | 098005     | Bunge                          | Utvidgas                |
| 2010-01-01 | 098006      | Rute            | 098005     | Bunge                          | LKF-koden upphör        |
| 2010-01-01 | 098007      | Fleringe        | 098005     | Bunge                          | LKF-koden upphör        |
| 2010-01-01 | 098010      | Lärbro          | 098010     | Lärbro-Hellvi                  | Utvidgas och namnändras |
| 2010-01-01 | 098011      | Hellvi          | 098010     | Lärbro-Hellvi                  | LKF-koden upphör        |
| 2010-01-01 | 098023      | Källunge        | 098025     | Gothem                         | LKF-koden upphör        |
| 2010-01-01 | 098024      | Vallstena       | 098025     | Gothem                         | LKF-koden upphör        |
| 2010-01-01 | 098025      | Gothem          | 098025     | Gothem                         | Utvidgas                |
| 2010-01-01 | 098027      | Norrlanda       | 098025     | Gothem                         | LKF-koden upphör        |
| 2010-01-01 | 098048      | Västerhejde     | 098048     | Stenkumla                      | Utvidgas och namnändras |
| 2010-01-01 | 098049      | Träkumla        | 098048     | Stenkumla                      | LKF-koden upphör        |
| 2010-01-01 | 098053      | Stenkumla       | 098048     | Stenkumla                      | LKF-koden upphör        |
| 2010-01-01 | 098082      | Silte           | 098084     | Havdhem                        | LKF-koden upphör        |
| 2010-01-01 | 098083      | Hablingbo       | 098084     | Havdhem                        | LKF-koden upphör        |
| 2010-01-01 | 098084      | Havdhem         | 098084     | Havdhem                        | Utvidgas                |
| 2010-01-01 | 098085      | Eke             | 098084     | Havdhem                        | LKF-koden upphör        |
| 2010-01-01 | 098086      | Grötlingbo      | 098084     | Havdhem                        | LKF-koden upphör        |
| 2010-01-01 | 098087      | Näs             | 098084     | Havdhem                        | LKF-koden upphör        |
| 2012-01-01 | 098009      | Hangvar-Hall    | 098010     | Forsa                          | Upphör; till befintlig  |
| 2012-01-01 | 098010      | Lärbro-Hellvi   | 098010     | Forsa                          | Utvidgas och namnändras |
| 2012-01-01 | 098056      | Västergarn      | 098057     | Sanda, Västergarn och Mästerby | Upphör; till befintlig  |
| 2012-01-01 | 098057      | Sanda           | 098057     | Sanda, Västergarn och Mästerby | Utvidgas och namnändras |
| 2012-01-01 | 098058      | Mästerby        | 098057     | Sanda, Västergarn och Mästerby | Upphör; till befintlig  |